# 滑川漁港
滑川漁港（なめりかわぎょこう）は、富山県滑川市にある第2種漁港である。

## 概要
かつては滑川町中心部を流れる中川の河口を漁港としてを利用していた。藩政期は『滑川港』と呼ばれていて、加賀藩の藩米を積み出すために大船が停泊する物流の拠点となっていた。明治以降の漁港は中川の河口東側に導流堤を備えるのみであったが、1945年に漁船の動力化、大型化に対応するための新漁港建設の調査が実施され、1946年に坪川新・高塚地区の天然護岸にて着工、1951年7月28日に漁港指定（農林省告示第270号）、1953年1月6日に漁港管理者指定（農林省告示第1号）を受け、1956年に一部使用開始した。以降、4.5ｍ泊地及び関連施設の整備、西防波堤、波除堤及、防砂堤、漁具干場などの整備が順次実施され、1957年7月1日に開港祝賀式が挙行され、同年7月20日に正式に開港した。1969年11月26日には滑川漁港荷捌所の落成式が漁協創立20周年記念式と並行して実施され、現在に至る。
港内面積は18,482m2、水深は2.00m、総工費は124.40万円。
1957年11月25日に完成し、同年12月16日に初点灯した『滑川港防波堤灯台』（高さ10.6m）は、1991年2月17日に高波で台座の一部を残して倒壊したため、1991年度に高さ9.1m、鉄筋コンクリート製にて再建されているが、その際にホタルイカのマスコットマークが3方向に取り付けられている。
2011年度から2020年1月にかけて、防波堤等の外郭施設の嵩上げ、拡幅等を行う機能強化事業が実施された。

## ほたるいか海上観光
毎年3月下旬から5月初旬にかけて行われるホタルイカ漁の海上観光。滑川漁港が観光船の発着点となっている。

## 富山湾岸クルージング
観光遊覧船で富山湾の滑川市沖を巡るクルージング。滑川漁港が観光遊覧船の発着点となっている。

## 周辺
- 道の駅ウェーブパークなめりかわ
- ほたるいかミュージアム